# Tijdlijn van de Amerikaanse presidentsverkiezingen 2012
Hieronder een overzicht van de belangrijkste gebeurtenissen gedurende de Amerikaanse presidentsverkiezingen 2012. De verkiezingsdag is op 6 november 2012 en zijn de 57e presidentsverkiezingen in de Amerikaanse geschiedenis.

## 2009
- 12 oktober – De minister van Buitenlandse Zaken Hillary Clinton maakt bekend dat zij president Obama niet opnieuw zal uitdagen bij de komende presidentsverkiezingen.[1][2]

## 2010

### November 2010
- 2 november – Bij de parlementsverkiezingen winnen de Republikeinen 63 zetels in het Huis en 6 zetels in de Senaat. Daarnaast winnen ze ook 6 staten en boeken ze historische winsten in de parlementen van de staten.

### December 2010
- De Amerikaanse volkstelling van 2010 leidt ertoe dat het kiescollege zal worden aangepast voor 18 staten voor de presidentsverkiezingen in 2012.[3]
- 23 december – Jimmy McMillan maakt bekend dat hij zich niet langer associeert met de Democratische Partij, maar de nominatie zal zoeken voor de Republikeinse Partij.[4][5][6]

## 2011

### Januari 2011
- 6 januari – Stewart Alexander, running mate voor de Socialist Party USA nominatie in 2008, maakt bekend kandidaat te zijn voor de nominatie van de linkse Peace and Freedom Party.[7]
- 18 januari – De pro-life activist Randall Terry maakt bekend mee te zullen doen met de Democratische voorverkiezingen.[8][9][10]
- 22 januari – Een straw poll in New Hampshire wordt gewonnen door Mitt Romney.[11]

### Februari 2011
- 12 februari - Een straw poll van de Conservative Political Action Conference wordt gewonnen door Ron Paul.
- 28 februari - Een straw poll van de Tea Party Patriots wordt gewonnen door Ron Paul.[12]

### Maart 2011
- 16 maart – De minister van Buitenlandse Zaken Hillary Clinton maakt bekend dat zij geen vicepresidentschap ambieert of een tweede termijn als minister van Buitenlandse Zaken.[13]
- 23 maart – Fred Karger maakt bekend dat hij zal meedoen met de voorverkiezingen voor de Republikeinse nominatie.[14]

### April 2011
- 4 april – President Barack Obama maakt bekend weer kandidaat te zijn voor het presidentschap.[15][16][17]
- 21 april – De voormalige gouverneur van New Mexico, Gary Johnson, maakt bekend dat hij zal meedoen met de voorverkiezingen voor de Republikeinse nominatie.[18]

### Mei 2011
- 5 mei – Het eerste Republikeinse debat in South Carolina.[19][20]
- 11 mei – Newt Gingrich maakt bekend dat hij zal meedoen met de voorverkiezingen voor de Republikeinse nominatie.[21]
- 13 mei – Ron Paul maakt bekend dat hij zal meedoen met de voorverkiezingen voor de Republikeinse nominatie.[22]
- 14 mei – De voormalige gouverneur van Arkansas en kandidaat tijdens de Republikeinse voorverkiezingen in 2008, Mike Huckabee, maakt bekend niet te zullen meedoen met de Republikeinse voorverkiezingen.[23]
- 16 mei – Zakenman Donald Trump maakt bekend niet te zullen meedoen met de Republikeinse voorverkiezingen.[24]
- 21 mei – Herman Cain maakt bekend dat hij zal meedoen met de voorverkiezingen voor de Republikeinse nominatie.[25]
- 22 mei – De gouverneur van Indiana, Mitch Daniels, maakt bekend niet te zullen meedoen met de Republikeinse voorverkiezingen.[26]
- 23 mei – De voormalige gouverneur van Minnesota, Tim Pawlenty, maakt bekend dat hij zal meedoen met de voorverkiezingen voor de Republikeinse nominatie.[27]

### Juni 2011
- 2 juni – Mitt Romney maakt bekend dat hij zal meedoen met de voorverkiezingen voor de Republikeinse nominatie.[28][29]
- 6 juni – Rick Santorum maakt bekend dat hij zal meedoen met de voorverkiezingen voor de Republikeinse nominatie.[30][31]
- 13 juni – CNN organiseert een Republikeins debat in Manchester, New Hampshire.[32][33]
- 14 juni – Michele Bachmann maakt bekend dat zij zal meedoen met de voorverkiezingen voor de Republikeinse nominatie.[34][35][36]
- 18 juni – Een zuidelijke straw poll resulteert in een overwinning voor Ron Paul.[37]
- 21 juni – Jon Huntsman maakt bekend dat hij zal meedoen met de voorverkiezingen voor de Republikeinse nominatie.[38][39]
- 22 juni – Jack Fellure wint de nominatie van de Prohibition Party tijdens de conventie in Cullman, Alabama.[40]

### Juli 2011
- 1 juli - Thaddeus McCotter maakt bekend dat hij zal meedoen met de voorverkiezingen voor de Republikeinse nominatie.[41][42][43][44]
- 21 juli - Buddy Roemer maakt bekend mee te doen met de voorverkiezingen voor de Republikeinse nominatie.[45][46]

### Augustus 2011
- 12 augustus - Republikeins debat in Iowa.[47]
- 13 augustus - Michele Bachmann wint de Ames straw poll in Iowa.[48]
- 13 augustus - De gouverneur van Texas, Rick Perry, maakt officieel bekend dat hij mee zal doen aan de voorverkiezingen voor de Republikeinse nominatie.[49][50]
- 14 augustus - De voormalige gouverneur van Minnesota, Tim Pawlenty, stapt uit de race voor de Republikeinse nominatie.[51]

### September 2011
- 6 september - John Bolton, voormalige ambassadeur namens de Verenigde Staten bij de Verenigde Naties, maakt bekend dat hij niet mee zal doen met de Republikeinse voorverkiezingen.[52]
- 7 september - Republikeins debat in Simi Valley, Californië.[53]
- 8 september - Voor een gezamenlijk Congres presenteert president Obama zijn economische herstelplan[54]
- 12 september - Republikeins debat in Tampa, Florida.[55]
- 14 september - De gouverneur van Arizona, Jan Brewer, maakt bekend dat de primary zal plaatsvinden op 28 februari.
- 19 september - Ralph Nader vormt samen met anderen een coalitie om een alternatief te vinden voor Obama.[56]
- 22 september - Thaddeus McCotter schort zijn campagne op voor de Republikeinse nominatie.[57][58]
- 22 september - Republikeins debat in Orlando, Florida.[59]
- 26 september - Herman Cain wint de straw poll in Florida[60]

### Oktober 2011
- 4 oktober - De gouverneur van New Jersey, Chris Christie, maakt bekend dat hij niet mee zal doen met de Republikeinse voorverkiezingen.[61][62]
- 5 oktober - De voormalige gouverneur van Alaska en kandidaat voor het vicepresidentschap tijdens de presidentsverkiezingen in 2008, Sarah Palin, maakt bekend dat ze niet zal strijden voor de Republikeinse nominatie voor de presidentsverkiezingen.[63]
- 11 oktober - De voormalige burgemeester van New York, Rudy Giuliani, maakt bekend dat hij niet mee zal doen met de Republikeinse voorverkiezingen.[64][65]
- 11 oktober - Republikeins debat in Hanover, New Hampshire.
- 14-16 oktober - De conventie van de Socialist Party USA: Stewart Alexander is de presidentskandidaat met Alejandro Mendoza als running mate.[66]
- 18 oktober - Republikeins debat in Las Vegas, Nevada, gesponsord door CNN.

### November 2011
- 5 november — Herman Cain wint de straw poll in Sioux Falls.[67]
- 9 november — Republikeins debat in Rochester, Michigan, gesponsord door CNBC en de Republikeinse Partij van Michigan.
- 22 november — Republikeins debat in Washington D.C..

### December 2011
- 3 december – Herman Cain schort zijn campagne op.[68]
- 3 december – Debat van de Green Party in Los Angeles, Californië.[69]
- 7 december – Newt Gingrich wint de peiling in Delaware.[70]
- 10 december – Republikeins debat in Des Moines, Iowa, gesponsord door ABC News en de Republikeinse Partij van Iowa.
- 15 december – Republikeins debat in Sioux City, Iowa, gesponsord door FOX News.
- 19 december – Republikeins debat in Goffstown, New Hampshire.[71]
- 19 december – Democratisch debat in Goffstown, New Hampshire, zonder president Obama.[71]
- 19 december – Newt Gingrich wint een peiling van de Tea Party.[72]
- 28 december – Voormalige gouverneur van New Mexico Gary Johnson stopt zijn poging voor de Republikeinse nominatie, en richt zijn pijlen op de nominatie van de Libertarische Partij.[73]

## 2012

### Januari 2012
- 3 januari – Voorverkiezingen in Iowa; gewonnen door Mitt Romney en Barack Obama. Beide verkiezingen gelden als een richtlijn voor de conventies voor beide partijen in de zomer.
- 4 januari – Michele Bachmann stapt uit de race voor de Republikeinse nominatie.
- 7 januari – Republikeins debat in Manchester, New Hampshire.
- 8 januari – Republikeins debat in Concord, New Hampshire.
- 10 januari - Voorverkiezingen in New Hampshire; gewonnen door Mitt Romney en Barack Obama.
- 19 januari – Jon Huntsman stapt uit de race voor de Republikeinse nominatie en spreekt zijn steun uit voor Mitt Romney.
- 16 januari – Een hertelling in Iowa toont aan dat de caucus is gewonnen door Santorum.
- 16 januari – Republikeins debat in Myrtle Beach, South Carolina, gesponsord door FOX News en de Republikeinse Partij van South Carolina.
- 19 januari – Rick Perry stapt uit de race voor de Republikeinse nominatie en spreekt zijn steun uit voor Newt Gingrich.
- 19 januari – Republikeins debat in Charleston, South Carolina.
- 21 januari – Democratische caucus in Nevada, gewonnen door Barack Obama.
- 21 januari – Republikeinse primary in South Carolina, gewonnen door Newt Gingrich.
- 23 januari – Republikeins debat aan de Universiteit van South Florida in Tampa, Florida.
- 26 januari – Republikeins debat in Jacksonville, Florida, gesponsoord door CNN en de Republikeinse Partij van Florida.[74]
- 28 januari – Democratische primary in South Carolina, gewonnen door Barack Obama.
- 31 januari – Voorverkiezingen in Florida; gewonnen door Mitt Romney en Barack Obama.

### Februari 2012
- 4 februari – Republikeinse caucus in Nevada, gewonnen door Mitt Romney.
- 7 februari – Voorverkiezingen in Missouri, Minnesota
- 7 februari – Republikeinse caucus in Colorado, gewonnen door Santorum.
- 11 februari – Uitslag van Republikeinse caucus in Maine wordt bekendgemaakt; Mitt Romney is de winnaar.
- 22 februari – Republikeins debat op CNN in Arizona.
- 28 februari – Republikeinse caucus in Arizona, gewonnen door Mitt Romney.
- 28 februari – Republikeinse caucus in Michigan, gewonnen door Mitt Romney.
- 29 februari – Republikeinse caucus in Wyoming, gewonnen door Mitt Romney.

### Maart 2012
- 3 maart – Republikeinse caucus in Washington, gewonnen door Mitt Romney.
- 6 maart – Republikeinse caucus in Alaska, gewonnen door Mitt Romney.
- 6 maart – Republikeinse primary in Georgia, gewonnen door Newt Gingrich.
- 6 maart – Republikeinse caucus in Idaho, gewonnen door Mitt Romney.
- 6 maart – Republikeinse caucus in North Dakota, gewonnen door Rick Santorum.
- 6 maart – Republikeinse primary in Massachusetts, gewonnen door Mitt Romney.
- 6 maart – Republikeinse caucus in Minnesota, gewonnen door by Rick Santorum.
- 6 maart – Republikeinse primary in Ohio, gewonnen door Mitt Romney.
- 6 maart – Republikeinse primary in Oklahoma, gewonnen door Rick Santorum.
- 6 maart – Republikeinse primary in Tennessee, gewonnen door Rick Santorum.
- 6 maart – Republikeinse primary in Vermont, gewonnen door Mitt Romney.
- 6 maart – Republikeinse primary in Virginia, gewonnen door Mitt Romney.
- 10 maart – Republikeinse caucus in Kansas, gewonnen door Rick Santorum.
- 10 maart – De Republikeinse caucus in de United States Virgin Islands wordt gewonnen door Mitt Romney.
- 10 maart – Republikeinse caucus in Northern Mariana Island wordt gewonnen door Mitt Romney.
- 10 maart – Republikeinse caucus in Guam wordt gewonnen door Ron Paul, desondanks het feit dat Mitt Romney meer gedelegeerden wint.
- 11 maart – Democratische caucus in Maine.
- 13 maart – Republikeinse voorverkiezingen in Alabama, Hawaï en American Samoa. Tevens Democratische voorverkiezingen in Mississippi en Utah.
- 17 maart – Republikeinse caucus in Missouri.[75]
- 18 maart – Republikeinse caucus in Puerto Rico
- 19 maart – Republikeinse kandidaten voeren debat in Portland, Oregon.
- 20 maart – Primaries in Illinois.
- 24 maart – Primaries in Louisiana.
- 31 maart – Democratische caucus in Arizona.

### April 2012
- 3 april – Primaries in Maryland, Wisconsin en Washington D.C.. Allen gewonnen door Mitt Romney.
- 14 april – Democratische caucuses in Idaho, Kansas, Nebraska en Wyoming.
- 15 april – Democratische caucuses in Alaska en Washington.
- 18-21 april - De Conventie van de Constitution Party vindt plaats in Nashville, Tennessee.[76]
- 24 april – Primaries in Connecticut, Delaware, New York, Pennsylvania en Rhode Island.

### Mei 2012
- 4-6 mei – De Libertarische Partijconventie vindt plaats in Las Vegas, Nevada.[77]
- 5 mei – Democratische caucuses in Michigan en Florida.
- 8 mei – Primaries in Indiana, North Carolina en West Virginia
- 15 mei – Primaries en caucuses in Nebraska en Oregon.
- 22 mei – Primaries in Arkansas en Kentucky.
- 29 mei – Primaries in Texas

### Juni 2012
- 3 juni - Democratische caucus in Puerto Rico.[78]
- 5 juni – Primaries in Californië, Montana, New Jersey, New Mexico en South Dakota. Tevens de Democratische causus in North Dakota.
- 26 juni – Primaries in Utah

### Augustus 2012
- 27-30 augustus – De Republikeinse Partijconventie vindt plaats in Tampa, Florida.[79]

### September 2012
- 3-6 september – De Democratische Partijconventie vindt plaats in Charlotte, North Carolina.[80]

### Oktober 2012
- 3 oktober — Eerste presidentiële debat aan de Universiteit van Denver, Colorado.[81]
- 11 oktober — Debat tussen de running mates aan de Centre College in Danville, Kentucky.[81]
- 16 oktober — Tweede presidentiële debat aan de Hofstra University in Hempstead, New York.[81]
- 22 oktober — Derde presidentiële debat aan de Lynn University in Boca Raton, Florida.[81]

### November 2012
- 6 november - Election Day

### December 2012
- 17 december - Kiescollege kiest formeel een nieuwe president en nieuwe vicepresident.

## 2013

### Januari 2013

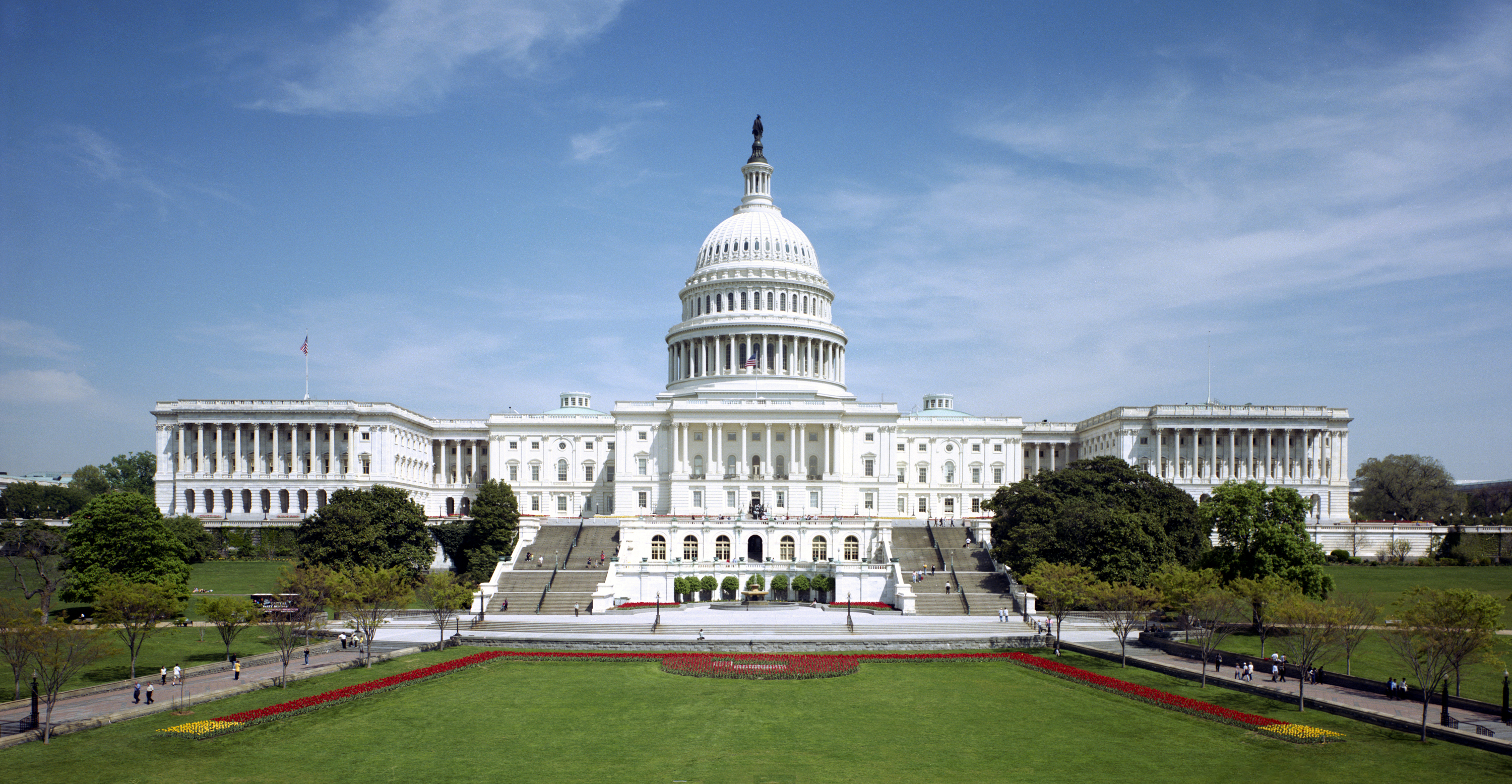
Het Amerikaanse Congres

- 6 januari - Een gezamenlijke zitting van de Senaat en het Huis van Afgevaardigden om de stemmen formeel te tellen. Door de president van de Senaat worden de resultaten formeel gepresenteerd.
- 20 januari - Inauguratie van de nieuwe president.